# Merle Collet
Merle Collet (* 7. Dezember 1986 in Lingen (Ems), Niedersachsen) ist eine deutsche Schauspielerin und Podcast Produzentin.

## Leben
Merle Collet wuchs in Lingen an der Ems auf. Mit 14 Jahren wurde sie in der Kategorie Smallgroup deutsche Vizemeisterin im Stepptanz. 2006 absolvierte Merle Collet ihr Abitur am Gymnasium Johanneum in Lingen und zog noch im selben Jahr nach Hamburg, um von 2006 bis 2009 an der Stage School of Music, Dance and Drama ihre Tanz-, Gesangs- und Schauspielausbildung zu absolvieren. Schon während ihrer dreijährigen Ausbildung stand sie für diverse Produktionen auf Hamburger Bühnen und drehte mehrere Kurzfilme. 2011 zog sie um für ein Studium in Literatur und Kunstgeschichte an der Humboldt-Universität zu Berlin. Merle Collet hat als freie Journalistin für das Ressort Berlin des Tagesspiegels geschrieben. Zusätzlich arbeitete sie als freie Autorin für diverse TV-Formate sowie als Drehbuchautorin. So schrieb sie u. a. für den Bayerischen Rundfunk für die TV-Show Ringlstetter. Seit 2022 ist sie Inhaberin und Geschäftsführerin von Studio Trill, dem ersten female driven Podcast Studio in Deutschland und produziert verschiedene (Video-)Podcasts.

## Filmografie

### Fernsehen
- 2014, 2021: Morden im Norden – Fatale Begegnung, Rosenkrieg
- 2015: Die Kanzlei – Ein schwerer Verlust
- 2016: SOKO Stuttgart – Rad der Zeit
- 2016: Duell der Brüder – Die Geschichte von Adidas und Puma
- 2016: Letzte Spur Berlin – Wespennest
- 2016: SOKO Köln – Wetten, dass ...?
- 2016: Verführt – In den Armen eines Anderen
- 2017: Die Kanzlei – Auf Herzen und Nieren
- 2017: SOKO München – Dropouts
- 2017: Einstein: H2O
- 2017: Frau Temme sucht das Glück – Alles Liebe
- 2017: Der Bergdoktor – Sternenhimmel
- 2017: Familie Dr. Kleist (Folge 7x3)
- 2017: Chaos-Queens: Die Braut sagt leider nein
- 2017: Inga Lindström – Verliebt in meinen Chef
- 2018: Nix Festes
- 2018: Rosamunde Pilcher – Wo dein Herz wohnt
- 2018–2019: Einstein
- 2018: Katie Fforde – Zimmer mit Meerblick
- 2019: SOKO Wismar – Verliebt, verlobt, verstorben
- 2019: Um Himmels Willen – Dunkle Wolken
- 2019: Weil du mir gehörst
- 2021: In aller Freundschaft – Die Krankenschwestern – Zurück ins Leben
- 2022: In aller Freundschaft – Die jungen Ärzte – Durchatmen
- 2022: In aller Freundschaft – Der letzte Kampf
- 2023: SOKO Leipzig: Mord im Warenkorb
- 2025: Das Licht

### Kino
- 2012: Open my eyes, close my eyes … I see you
- 2012: Faux Pas (Kurzfilm)
- 2013: Kabeljau mit Zyankali (Kurzfilm)
- 2014: SOLO
- 2015: Und ich so: Äh (Kurzfilm)
- 2016: Out of Control

## Moderation
- 2012: X – Hinter den Kulissen

## Theater
- 2007: Wandernutten im Altonaer Theater, Hamburg
- 2009: Push up 1-3 im Kampnagel, Hamburg
- 2011: Antigone beim Kaltstart-Festival, Hamburg, inszeniert von Georg Carstens
- 2011: Hololokolation am St. Pauli Theater, Hamburg
- 2014: Aloha Senior Cruising am Maxim-Gorki-Theater, Berlin